# Soeshma Bahadoer
Soeshmakoemarie (Soeshma) Bahadoer is een Surinaams politicus. Ze is kernvoorzitter van Para-Oost voor de Vooruitstrevende Hervormings Partij (VHP). Tijdens de verkiezingen van 2020 was ze kandidaat voor de VHP in Para.

## Biografie
Bahadoer werd rond 2014 actief voor de VHP. Nadat de NDP vlak voor de verkiezingen van 2015 – ze was toen kernvoorzitter van Para-Oost – beweerde dat vijfhonderd leden van de VHP zouden zijn overgelopen naar de NDP, bezocht ze een NDP-vergadering in La Vigilantia. Op het podium weerlegde ze met bewijs in haar hand een bewering van NDP-prominent Keshopersad Gangaram Panday. Vervolgens nam ze de microfoon en weersprak tegenover de NDP-aanhang dat het bij die groep om oud-VHP-leden zou zijn gegaan. Haar confrontatie werd binnen de VHP als een moedige actie gezien en een voorbeeld voor andere vrouwen. Door partijleider Chan Santokhi werd ze onderscheiden als deputy-sheriff van Para.
Tijdens de verkiezingen van 2020 was ze kandidaat in het district Para voor een zetel in De Nationale Assemblée. Terwijl de VHP de NDP in de landelijke peilingen had ingehaald, verliep de aanloop naar de verkiezingen grimmig, waarbij NDP-aanhangers vlaggen en banners van andere partijen verwijderen of vernielen. Ondanks dat haar een vergunning was verstrekt, werd ook een banner van Bahadoer vernield. Toen zij die wilde herstellen, werd zij door een voor haar onbekende man uitgescholden en met de dood bedreigd. Tegen de man deed ze aangifte bij de politie van Rijsdijk. Op Facebook reageerde ze strijdvaardig: "Deze man gaat tekeer, bedreigt mij en gaat mijn banner verwijderen. Laat hij het doen! Dan zal hij voelen hoe sterk de VHP is!" De man bood enkele dagen later zijn excuses aan en bood haar aan de schade te helpen herstellen. Bahadoer trok daarop haar aangifte bij de politie in.
In aanloop naar de verkiezingen van 2025 stapte ze over naar de Algemene Bevrijdings- en Ontwikkelingspartij (ABOP) van Ronnie Brunswijk. Zij maakte dit op 15 februari 2025 bekend tijdens de viering van het 35-jarig bestaan van de ABOP op het Frimangronplein. Zij is op dat moment districtssecretaris van Para. Als reden noemde ze dat ze zich te weinig gewaardeerd had gevoeld en te weinig had kunnen betekenen voor haar achterban. Dat jaar kandideerde ze op nummer 30 van de lijst van ABOP.